# Pseudascalenia
Pseudascalenia är ett släkte av fjärilar. Pseudascalenia ingår i familjen fransmalar.
Kladogram enligt Catalogue of Life:
| Pseudascalenia | \| \| Pseudascalenia abbasella \| \| \| \| \| \| Pseudascalenia riadella \| \| \| \| |
|                | \| \| Pseudascalenia abbasella \| \| \| \| \| \| Pseudascalenia riadella \| \| \| \| |
|                | Pseudascalenia abbasella                                                             |
|                |                                                                                      |
|                | Pseudascalenia riadella                                                              |
|                |                                                                                      |